# エクオール
エクオール （Equol、4',7-イソフラバンジオール）は、腸内細菌によってイソフラボンの一種であるダイゼインから代謝されるイソフラバンジオール である。エストラジオールなどの内因性エストロゲンホルモンはステロイドであるが、エクオールは非ステロイド性エストロゲンである。しかし、約30-50%のヒトしかエクオールを作る腸内細菌を持っていない。エクオールは、2つのエナンチオマー型である (S)-エクオールおよび (R)-エクオールで存在することができる。(S)-エクオールは、エストロゲン受容体ベータに優先的に結合する。

## 歴史
(S)-エクオールは、1932年にウマの尿から最初に単離され、このウマの名前にちなんで命名された。それ以来、エクオールは他の多くの動物種の尿または血漿中に見出されていたが、それらの動物ではダイズイソフラボンであるダイゼインをエクオールに代謝する能力に個体間で有意差が認められ。1980年に、ヒトでエクオールが発見されたことが報告されている。(S)-エクオールは、エストロゲンまたはアンドロゲンに起因する疾患または障害の治療に効果があることが1984年に最初に報告された。

## 化学構造
エクオールはキラル中心を1つ持っているため、エナンチオマーである (S)-エクオールおよび (R)-エクオールの2つの鏡像形態で存在することができる化合物である。しかしながら、ダイズイソフラボンの摂取後にエクオールを産生する能力があるヒトおよび動物においては、(S)-エクオールのみが産生される。ダイズイソフラボンであるダイゼインの代謝産物である。(S)-エクオールはイソフラバンとして特徴付けられる。 対照的に、(R)-エクオールはヒトでは産生されないが、実験室などで化学的に合成することができる。(S)-エクオールの分子および物理的構造は、エストラジオールホルモンに類似している。

## ヒトにおける産生
すべてのヒトがダイズ摂取後に (S)-エクオールを産生できるわけではない。その能力の有無は、腸内細菌叢の中にエクオールを産生する能力を持った菌株を有するかどうかに依存する。ヒトから培養された腸内細菌の21の株が、ダイゼインを(S)-エクオールまたは関連する中間化合物に変換する能力を有していた。いくつかの研究では、イソフラボンを含むダイズ食品を食べた後、西側諸国の成人のわずか25-30%だけが (S)-エクオールを産生することが示されていた。これに対して、日本、韓国、中国の成人のエクオール産生者は、50-60%の頻度であった。菜食主義者はダイゼインをこの物質により多く変換する能力がある。研究では (S)-エクオールを産生する能力は、テストの少なくとも1カ月前に抗生物質を投与されていないヒトが240 mLの豆乳を摂取するか、またはダイズ食品を3日間食べ、試験の4日目に尿中の (S)-エクオール濃度を測定している。海藻および乳製品の摂取はエクオールの産生を増強する。

### (S)-エクオール産生菌
ダイジンからダイゼイン、またはゲニステインから5-ヒドロキシ-エクオールへの変換のような(S)-エクオール産生の関連中間過程にはより多くの細菌が関与しているが、ダイゼインから(S)-エクオールへの完全変換をもたらすことができる細菌は次のとおりである。
- Adlercreutzia equolifaciens（放線菌門）
- Asaccharobacter celatus AHU1763（放線菌門）
- Bacteroides ovatus（バクテロイデス門 バクテロイデス属）
- Bifidobacterium（放線菌門 ビフィドバクテリウム属）
- Bifidobacterium animalis（放線菌門 ビフィドバクテリウム属）
- Coriobacteriaceae sp MT1B9（放線菌門）
- Eggerthella sp YY7918（放線菌門）
- Enterococcus faecium（フィルミクテス門）
- Eubacterium sp D1 and D2（フィルミクテス門 ユーバクテリウム属）
- Finegoldia magna（フィルミクテス門）
- Lactobacillus mucosae（フィルミクテス門 ラクトバシラス属）
- Lactobacillus sp Niu-O16（フィルミクテス門 ラクトバシラス属）
- Lactococcus garvieae (Lc 20-92)（フィルミクテス門 ラクトコッカス属）
- Ruminococcus productus（フィルミクテス門 ルミノコッカス属）
- Slackia sp HE8（放線菌門）
- Slackia equolifaciens (Strain DZE)
- Streptococcus intermedius（フィルミクテス門 レンサ球菌属）
- Veillonella sp（フィルミクテス門）

しかしながら、ビフィドバクテリウムによる産生はツァンガリス（Tsangalis）らによって1回しか報告されていない2002年以降再現されていない。混合培養物、例えばLactobacillus sp. Niu-O16およびEggerthella sp. Julong 732は、(S)-エクオールを産生することができる。エクオール産生菌は、Adlercreutzia equolifaciens、Slackia equolifaciensおよびSlackia isoflavoniconvertensのようにそれらの命名で暗示されている。

### ヒトへの影響
厚生労働省研究班による大規模なコホート研究では、食品からのイソフラボンの摂取量が多いほど日本人女性の乳がん や脳梗塞と心筋梗塞、男性の一部の前立腺癌 のリスクが低下するという相関関係が見られた。大豆イソフラボンのエストロゲン様作用が、イソフラボンが代謝されて産生されたエクオールによるものではないかとの仮説が立てられている。疫学研究においてヒトにおけるエクオール産生能の有無と前立腺がん、乳がん、更年期障害の予防や改善効果との関連が報告されている。また、エクオール生産者と非生産者の実験において、エクオールは閉経に伴う毛髪密度の低下抑制、軟毛化抑制、白髪化抑制などに関与しているとも報告されている。
大豆の腸内細菌の代謝物であるエクオールに認知症リスクを低下させる可能性が報告されている。

## 薬理学

### エストロゲン受容体結合
(S)-エクオールは、エストラジオールと比較してヒトエストロゲン受容体α(ERα)のエストロゲンに対する親和性の約2%を有する。(S)-エクオールはヒトエストロゲン受容体β（ERβ）に対してより強い親和性を有するが、この親和性はなおエストラジオールの20%である。ERαおよびエストラジオールのそれと比較して (S)-エクオールのERβへの選択的結合は、分子が選択的エストロゲン受容体モジュレーター（SERM）の特性を部分的に共有し得ることを示している。

### 薬物動態
(S)-エクオールは、産生されると本質的に変化しない非常に安定な分子であり、このさらなる代謝を受けないことは、エクオールの非常に迅速な吸収および高いバイオアベイラビリティを説明しうるものである。(S)-エクオールが産生されると、急速に吸収され、2-3時間でTmax（最高血中濃度到達時間）が達成される。比較すると、ダイゼインのTmaxは、グリコシド（グルコース側鎖を有する）形態で生じるため4-10時間であり、ダイゼインを使用するためにはダイゼインをそのグルコース側鎖を消化中に除去することによってアグリコン形態に変換することで達成される。アグリコンの形態で直接消費される場合、ダイゼインは1-3時間のTmaxを有する。また、経口投与後の尿中の(S)-エクオールの除去率は非常に高く、一部の成人では100%に近くなり、ダイゼインの除去率は30-40%またはゲニステインでは7-15%となっている。
エクオールはGPER(GPR30)のアゴニストとして作用することが判明している。